# Jägerhaus (Wuppertal)
Jägerhaus ist eine Ortslage in der bergischen Großstadt Wuppertal.

## Lage und Beschreibung
Die Ortslage befindet sich im Wohnquartier Erbschlö-Linde des Stadtteils Ronsdorf auf 290 m ü. NHN zu beiden Seiten der Landesstraße 58 (bis zum 1. Januar 2008 Bundesstraße 51) nördlich des Ortsteils Linde, westlich von Marscheid und östlich des Blombachtals, in dem neben der Bundesautobahn 1 die Bahnstrecke Wuppertal-Oberbarmen–Opladen verläuft und das bei Jägerhaus von der Blombachtalbrücke überspannt wird.
Benachbart sind neben Linde und Marscheid die Ortslagen Werbsiepen, Erbschlö und Blombach. Der Wohnplatz Putschhaus ging zweiten Hälfte des 19. Jahrhunderts in Jägerhaus auf. In dem Ort mündet die Landesstraße 419 in der Landesstraße 58.

## Geschichte
Jägerhaus ist auf der Topographischen Aufnahme der Rheinlande von 1824 als Neuland beschriftet, auf der Preußischen Uraufnahme von 1840 ist es unbeschriftet. Ab der Preußischen Neuaufnahme von 1892 ist es regelmäßig mit diesem Namen verzeichnet.
Im Gemeindelexikon für die Provinz Rheinland von 1888 werden sechs Wohnhäuser mit 70 Einwohnern angegeben.
Jägerhaus lag an der Anfang des 19. Jahrhunderts neu gebauten Chaussee, die von Rittershausen über die Heckinghauser Zollbrücke und Lüttringhausen nach Lennep führte, die heutige Landesstraße 58 (ehemals Bundesstraße 51). Die Blombachtalbrücke wurde in den Jahren 1957 bis 1959 errichtet.